# Eucereon olivaceum
Eucereon olivaceum là một loài bướm đêm thuộc phân họ Arctiinae, họ Erebidae.